# Macao (programma televisivo)
Macao è stato un programma televisivo italiano di intrattenimento, andato in onda su Rai 2 in seconda serata dal 1997 al 1998 con la conduzione di Alba Parietti e "Mister P.", un uomo coperto da effetti grafici con la voce di Gianni Boncompagni, che era anche l'autore principale della trasmissione insieme a Irene Ghergo.

## Il programma
La trasmissione andava in onda in seconda serata su Rai 2, dalle 22.30 circa dalla domenica al giovedì, per una durata variabile dai 20 ai 45 minuti. La prima puntata è stata trasmessa il 17 marzo 1997, con la conduzione di Alba Parietti. In fase di pre-produzione era previsto che la presentatrice fosse coadiuvata da Maurizio Ferrini nei panni di Roberto Cane, conduttore rigido e vestito da simil-nazista; idea poi scartata lasciando a Ferrini il ruolo di alcuni bizzarri ospiti, tra cui un capo indiano.
Si trattava, di fatto, di un "talk show sperimentale", anche in funzione del fatto che la trasmissione cambiava spesso formula; veri protagonisti dello show erano un piccolo gruppo di giovani attori comici, tra cui Sergio Friscia, Paola Cortellesi, Biagio Izzo, Sabrina Impacciatore, Beatrice Fazi, Fabio Canino, Enrico Brignano, Valentina Pace, Gigliola Aragozzini, Dodi Conti, Lucia Ocone, Totonno Chiappetta ed altri. A corredo dello show, un gruppo composto da 150 ragazzi che intonavano in coro alcune canzoni nonsense scritte proprio dall'autore e regista Boncompagni. Questo elemento ha segnato una continuità con l'ultimo grande successo televisivo di Gianni Boncompagni fino a quel momento, Non è la Rai; alcune delle ragazze protagoniste dello show di Italia 1, tra cui le stesse Impacciatore e Ocone, erano inoltre parte del cast di questa nuova trasmissione.
Il programma andò in onda in due edizioni distinte; all'inizio della seconda, la Parietti lasciò il cast dopo cinque puntate, a motivo di alcune dichiarazioni sgradevoli di Boncompagni nei confronti della Parietti stessa, per essere sostituita da "Mister P.", un robot realizzato in computer grafica animato vocalmente dallo stesso Boncompagni. In seguito ad un calo di ascolti, anche dovuto al cambio di collocazione, inizialmente il primo mese rimase confermata in seconda serata, e poi il direttore di Rai 2 Carlo Freccero cambiò l’orario,  tra le 19:30 sino alle 20:00 circa,  la trasmissione continuò a perdere ascolti e ben presto fu cancellata a fine gennaio 1998.